# 월미문화로
월미문화로(月尾文化路)는 인천광역시 중구 북성동1가에 있는 인천광역시도로, 총 연장은 974m이다. 도로명은 월미문화의거리로 붙인 명칭에서 유래되었다.

## 노선 정보
- 총 연장 : 0.974 km
- 기점 : 인천광역시 중구 북성동1가 98-6도 (월미로와 교차)
- 종점 : 인천광역시 중구 북성동1가 106-2도 (월미로와 교차)

## 지리
- 통과하는 지자체 : 중구 (북성동1가)
- 접촉하는 도로 : 월미로

### 주변에 있는 시설
- 월미문화의거리역
- 월미출장소
- 월미도 선착장
- 월미도 관광안내소
- 월미도광장
- 월미도모텔
- 월미도테마파크
- 국립인천해양박물관 (2024년 6월 예정)